# 播磨國
播磨國（日语：〔〕／ Harimanokuni */?），日本古代的令制國之一，屬山陽道，又常簡稱為播州。播磨國的領域大約相當於現在的兵庫縣南部及神戶市之西區、垂水區及須磨區，主城有上月城、置鹽城、姬路城和三木城。

## 歷史

### 設立
播磨國於7世紀的飛鳥時代便已設立，國府位於飾磨郡。現在的姬路市本町有著本町遺跡，並已被日本考古學界推定。
在姬路市東部的御國野町設立了國分寺及國分尼姑庵，國分寺現名為「牛堂山國分寺」；國分尼姑庵位於國分寺以北600公尺，但現在只餘下遺跡，其所在地名為「御國野町國分寺」。
在713年（和銅6年）時，播磨國已被日本古籍《風土記》所載，是到現今為止文獻殘留的五個分國之一。

### 赤松家統治時期
赤松家發源於播磨國佐用郡赤松村。在元弘之亂時，赤松則村因為奉護良親王的旨令於苔繩城出兵，開始躋身列國諸侯之列。於1577年，受到當時臣屬豐臣秀吉軍的山中鹿之介和尼子勝久的攻擊，最後被消滅。

### 浦上家統治時期
浦上村宗在1521年（大永元年）暗殺了赤松義村並奪取赤松義村的家業，為獲得世人承認而擁立當時僅兩歲的赤松丸為家督，將其作為傀儡，藉此掌握了播磨、備前及美作三國的實權。但於1577年，其家臣宇喜多直家重演其當年下剋上的歷史，攻取浦上宗景的天神山城，浦上家因此滅亡。

## 歷代守護

### 鎌倉幕府
- 1184年－1199年：梶原景時
- 1199年－？：小山朝政
- 1214年－1221年：後藤基清
- 1223年－1230年：小山朝政
- 1230年－？：小山長村
- ？－1275年頃：小山宗長
- 1276年－1281年：北條時宗
- 1281年－1284年：北條兼時
- 1303年－1333年：六波羅探題北方兼任

### 室町幕府
- 1336年－1350年：赤松則村
- 1350年－1351年：赤松範資
- 1351年－1371年：赤松則祐
- 1371年－1427年：赤松義則
- 1427年：赤松持貞
- 1427年－1441年：赤松滿祐
- 1441年－1454年：山名持豐
- 1454年－1458年：山名教豐
- 1458年－1467年：山名持豐
- 1467年－1484年：赤松政則
- 1484年：赤松澄則
- 1484年－1496年：赤松政則
- 1496年－1521年：赤松義村
- 1521年－1565年？：赤松晴政

## 歷代國司

### 播磨守
- 藤原行成1005年任官。
- 平清盛1156年任官。
- 源義朝
- 小出秀政和泉國岸和田藩初代藩主。
- 小出吉政和泉岸和田藩第2代藩主。
- 小出英長但馬國出石藩第8代藩主。
- 松平賴隆常陸府中藩初代藩主。
- 松平賴明常陸府中藩第3代藩主。
- 松平賴永常陸府中藩第4代藩主。
- 松平賴幸常陸府中藩第5代藩主。
- 松平賴濟常陸府中藩第6代藩主。
- 大岡忠恒
- 松平賴説常陸府中藩第8代藩主。
- 松平賴策常陸府中藩第10代藩主。

## 郡

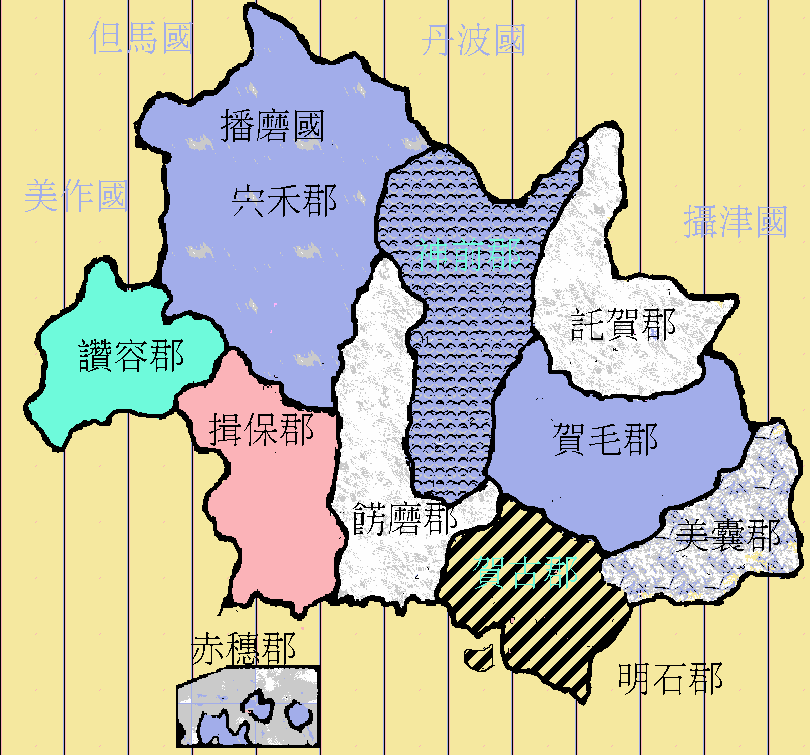
播磨國地圖

- 明石郡 - 明石市・神戶市（包括西區・垂水區・須磨區等著名住宅區）
- 美囊郡 - 三木市・神戶市北區淡河町
- 加古郡 - 加古川市（南東部）・現加古郡・高砂市（高砂・荒井地區）・明石市（二見町）
- 印南郡 - 加古川市（北西部）・高砂市（北部）・姬路市（大靶子·別所地區等）
- 賀茂郡
  - 加東郡 - 小野市・現加東郡
  - 加西郡 - 加西市・西脅市（芳田地區）・多可郡多可町（八千代區大和地區）
- 多可郡 - 西脅市・多可郡多可町・神崎郡神河町（越知谷地區）
- 飾磨郡
  - 飾東郡 - 姬路市（東部・原家島町）
  - 飾西郡 - 姬路市（西部・原夢前町）
- 神崎郡
  - 神東郡 - 神崎郡（市川以東）・姬路市（砥堀·船津等）
  - 神西郡 - 神崎郡（市川以西）・朝来市（生野町口銀谷的一部分，生野町真弓，生野町下游，生野町櫪原）
- 揖保郡
  - 揖東郡 - 姬路市（網干·林田等）・龍野市（東部）・揖保郡太子町
  - 揖西郡 - 龍野市（西部）·姬路市（餘部地區）等
- 宍粟郡 - 宍粟市・姬路市（原安富町）・佐用郡佐用町（三河地區）
- 佐用郡 - 佐用郡佐用町
- 赤穗郡 - 赤穗市・相生市・上郡町

## 播磨國領域中包含的自治城市或街町
- 市
  - 姬路市、加古川市、高砂市、加西市、三木市、小野市、西脅市、明石市、神戶市垂水區、神戶市西區、神戶市北區（淡河地區）、たつの市、相生市、赤穗市、宍粟市
- 町
  - 加古郡播磨町、稻美町
  - 加東郡東条町、社町、淹野町
  - 多可郡多可町
  - 神崎郡香寺町、福崎町、市川町、神河町
  - 飾磨郡夢前町、家島町
  - 揖保郡太子町
  - 赤穗郡上郡町
  - 佐用郡佐用町
  - 宍粟郡安富町

## 流經播磨國的河川
- 一級河川
  - 加古川西脅市、小野市、加古川市
- 二級河川
  - 市川神崎郡福崎町、姬路市
  - 夢前川飾磨郡夢前町、姬路市
  - 揖保川たつの市
  - 千種川佐用郡佐用町、赤穗市
  - 明石川神戶市西區、明石市

## 地域區分
現在的播磨國可分依方向分為東播、西播、北播。
- 以東西兩個方向區分
  - 東播：加古川市、高砂市、加西市、多可郡以東
  - 西播：姬路市、神崎郡以西
- 以東，北，西三個方向區分
  - 東播：明石市、加古川市、高砂市、加古郡
  - 北播：三木市、小野市、加西市、西脅市、加東郡、多可郡
  - 西播：姬路市、相生市、赤穗市、宍粟市、たつの市、神崎郡、飾磨郡、揖保郡、赤穗郡、佐用郡、宍粟郡

也有人把西播磨裡面，姬路市，飾磨郡，神崎郡三地稱為「中播磨」。
- 以東，北，中，西四個方向區分
  - 東播：明石市、加古川市、高砂市、加古郡
  - 北播：三木市、小野市、加西市、西脅市、加東郡、多可郡
  - 中播：姬路市、神崎郡、飾磨郡
  - 西播：相生市、赤穗市、宍粟市、たつの市、神崎郡、飾磨郡、揖保郡、赤穗郡、佐用郡、宍粟郡

通常不稱呼神戶市的垂水區，西區，北區淡河町為「播州」及「東播」。
- 作為兵庫縣的派出機構的縣民局被分為4個不同的分區。行政上的區分以此為依據。
  - 東播磨縣民局（加古川市所在）：明石市、加古川市、高砂市、加古郡
  - 北播磨縣民局（加東郡社町所在）：三木市、小野市、加西市、西脅市、加東郡、多可郡
  - 中播磨縣民局（姬路市所在）：姬路市、飾磨郡、神崎郡
  - 西播磨縣民局（赤穗郡上郡町所在）：相生市、赤穗市、宍粟市、たつの市、揖保郡、赤穗郡、佐用郡、宍粟郡

## 名産

### 工業製品
- 算盤（小野市）
- 刀、金属製品（三木市）
- 襪子（加古川市）
- 皮革製品（姬路市）
- 播州織（加西市・西脅市（舊西脅市地域）（現在的西脅市於2005年10月1日新設、舊西脅市已於2005年9月30日被取消））
- 播州毛鉤（西脅市（舊西脅市地區）·西脅市黑田莊町·丹波市山南町)(注·黑田莊町，山南町各自新設合併（舊的市町全被廢置）成為了西脅市，丹波市。為了表示正確的產地所以作出標示。）

### 食品
- 手拉素麵（たつの市的ど）揖保乃線
- 清淡醬油（たつの市的ど）東丸醬油
- 天然鹽以前播磨灘沿岸各處都有鹽田。現在以赤穗的鹽最為聞名。
- 明石燒
- 玉筋魚的釘煮
- 御座候
- はりま燒（せんべい）

## 相關項目
- 日本令制國列表